# William Hurrell Mallock
William Hurrell Mallock (Cheriton Bishop, 7 febbraio 1849 – Wincaton, 2 aprile 1923) è stato un romanziere ed economista britannico.
Sostenitore della Chiesa Cattolica Romana, nei suoi scritti polemizzò con le teorie del Positivismo e del socialismo.

## Biografia
Figlio del Reverendo William Mallock e di Margaret Froude, per via materna fu nipote di Richard Hurrell Froude. studiò privatamente e poi al Balliol College dell'Università di Oxford. Nel 1874, ha conseguito il Bachelor of Arts. Non iniziò mai una professione. Attirò una notevole attenzione con il suo romanzo satirico, The New Republic (1877), mentre era ancora studente a Oxford, in cui ha introdotto personaggi facilmente riconoscibili come individui di spicco quali Matthew Arnold, Thomas Carlyle e Thomas Henry Huxley.
Un anno dopo la pubblicazione di The New Republic, si cimentò ancora con il romanzo satirico The New Paul and Virginia, or Positivism on an Island. In seguito scrisse altri romanzi, ma soprattutto opere saggistiche, nelle quali sostenne posizioni conservatrici. I suoi scritti vogliono dimostrare l'inadeguatezza del Positivismo, ma anche del Socialismo ai più pressanti problemi economici e sociali.

## Opere
- Every Man his Own Poet. Oxford: T. Shrimpton & Son, 1872.
- The New Republic; or, Culture, Faith, and Philosophy in an English Country House, Vol. 2. Londra: Chatto and Windus, 1877
- The New Paul and Virginia, or Positivism on an Island. Londra: Chatto & Windus, 1878.
- Is Life Worth Living?, Londra: Chatto & Windus, 1879.
- Poems. Londra: Chatto & Windus, 1880.
- A Romance of the Nineteenth Century, 2 Vol. Londra: Chatto & Windus, 1881.
- Social Equality, a Short Study in a Missing Science. Londra: Richard Bentley & Son, 1882.
- Atheism and the Value of Life. Londra: Richard Bentley and Son, 1884.
- Property and Progress, or, A brief Enquiry into Contemporary Social Agitation in England. Londra: John Murray, 1884.
- The Old Order Changes, Vol. 2, Vol. 3. Londra: John Murray, 1886.
- Lucretius. Londra: William Blackwood & Sons, 1887.
- In an Enchanted Island: or, A Winter's Retreat in Cyprus. Londra: Richard Bentley & Son, 1889.
- A Human Document - A Novel, Vol. 2, Vol. 3. Londra: Chapman & Hall, 1892.
- Verses. Londra: Hutchinson & Co., 1893.
- Labour and the Popular Welfare. Londra: Adam & Charles Black, 1893.
- The Heart of Life, Vol. 2, Vol. 3. Londra: Chapman & Hall, 1895.
- Studies of Contemporary Superstition. Londra: Ward & Downey Limited, 1895.
- Classes and Masses, or, Wealth, Wages, and Welfare in the United Kingdom. Londra: Adam & Charles Black, 1896.
- Socialism and Social Discord. Londra: pubblicato presso i Central Offices of the Liberty and Property Defense League, 1896.
- Aristocracy and Evolution: A Study of the Rights, the Origin, and the Social Functions of the Wealthier Classes. Londra: Adam & Charles Black, 1898.
- Tristram Lacy, or the Individualist. Londra: Chapman & Hall, 1899.
- Lucretius on Life and Death. Londra: Adam & Charles Black, 1900.
- Doctrine and Doctrinal Disruption. Londra: Adam & Charles Blackie, 1900.
- Religion as Credible Doctrine: A Study of the Fundamental Difficulty. New York: The Macmillan Company, 1903.
- The Fiscal Dispute Made Easy; or, A Key to the Principles Involved in the Opposite Policies. Londra: Eveleigh Nash, 1903.
- The Veil of the Temple; or, From Dark to Twilight. Londra: John Murray, 1904.
- The Reconstruction of Belief. Londra: Chapman & Hall (ripubblicato come The Reconstruction of Religious Belief. New York: Harper & Brothers, 1905).
- Socialism. New York: The National Civic Federation, 1907.
- A Critical Examination Of Socialism. Londra: John Murray, 1908.
- Short Epitome of Eight Lectures on Some of the Principal Fallacies of Socialism. J. Truscott, 1908.
- An Immortal Soul. Londra: George Bells & Sons, 1908.
- The Nation as a Business Firm, an Attempt to Cut a Path Through Jungle. London: Adam & Charles Black, 1910.
- Social Reform as Related to Realities and Delusions; an Examination of the Increase and Distribution of Wealth from 1801 to 1910. Londra: John Murray, 1914.
- The Limits of Pure Democracy. Londra: Chapman & Hall. 1918
- Capital, War & Wages, Three Questions in Outline. Londra: Blackie & Son Limited, 1918.
- Memoirs of Life and Literature. New York: Harper & Brothers Publishers, 1920 (autobiografia).
- Democracy; being an Abridged Edition of 'The Limits of Pure Democracy, con un'introduzione del duca di Northumberland. Londra: Chapman & Hall, ltd., 1924.